# Parthenodes ectopalis
Parthenodes ectopalis là một loài bướm đêm trong họ Crambidae.